# Slope, Hrpelje–Kozina
Slope este o localitate din comuna Hrpelje-Kozina, Slovenia, cu o populație de 69 de locuitori.